# 九龍巴士281線
九龍巴士281線是香港的一條巴士路線，循環來往大圍站及新田圍，提供新田圍邨和秦石邨的接駁港鐵巴士服務。

## 歷史
由於281M線的客量長期偏低，而且大部份乘客主要透過該路線往返新田圍及大圍站，在《2021-2022年度巴士路線發展計劃》中，九巴及運輸署建議281M線改為只於星期一至五早上及傍晚提供一班單向服務，並建議增闢281路線，提供全日往返新田圍及大圍站的巴士服務。
- 2021年10月11日：281M線改為只於星期一至五繁忙時間服務，來回各開1班，其餘時間由新田圍往返大圍站的新路線281線取代。[1][2]
- 2024年8月4日：總站與循環點對調，由大圍站開出之班次服務時間為每日05:20至01:15。[3]

## 服務時間及班次
| 大圍站開             | 大圍站開    | 大圍站開     |
| 日期                 | 服務時間    | 班次（分鐘） |
| -------------------- | ----------- | ------------ |
| 星期一至五           | 05:20-07:20 | 20           |
| 星期一至五           | 07:42       |              |
| 星期一至五           | 08:05-18:05 | 20           |
| 星期一至五           | 18:05-20:05 | 15           |
| 星期一至五           | 20:05-21:05 | 20           |
| 星期一至五           | 21:05-01:15 | 25           |
| 星期六、日及公眾假期 | 05:20-07:00 | 20           |
| 星期六、日及公眾假期 | 07:00-09:55 | 25           |
| 星期六、日及公眾假期 | 09:55-21:55 | 20           |
| 星期六、日及公眾假期 | 21:55-01:15 | 25           |

## 收費
全程：$4.6
| - 本線設有12歲以下小童及65歲或以上長者半價優惠。 - 65歲或以上香港居民使用「樂悠咭」，以及12歲以下合資格殘疾兒童使用「殘疾人士身份」個人八達通繳付車資，均可享有每程$2.0或半價（以較低者為準）的票價優惠；12至64歲合資格殘疾人士使用「殘疾人士身份」個人八達通（包括「樂悠咭」），以及60至64歲香港居民使用「樂悠咭」繳付車資，均可享有每程$2.0或全費（以較低者為準）的票價優惠。 - 65歲或以上長者如使用長者或一般個人八達通繳付車資，則只可享有半價優惠；12至64歲合資格殘疾人士如不使用「殘疾人士身份」個人八達通，以及60至64歲人士如不使用「樂悠咭」繳付車資，必須繳付全費。 - 乘客可以現金或八達通於上車時付款，不設找續。 - 每位成人乘客可免費攜帶最多兩名4歲以下而不佔座位的兒童乘客乘車，超額之4歲以下小童必須繳付小童車費乘車。 - 持有「九巴月票」之乘客在車票有效期內，每日可享最多10程任何九龍巴士及龍運巴士路線（包括本路線，以及聯營路線的九龍巴士／龍運巴士提供的班次；惟乘搭機場「A」及「NA」線則可享原價二七折優惠（不會計算每天10次合資格車程））；而B1線則每日可享最多各2程（不會計算每天10次合資格車程）。 - 九龍巴士、城巴、龍運巴士及陽光巴士全職員工及家屬（不包括外判職員）可免費乘搭本路線，惟必須拍職員或職員家屬八達通。 - 乘客亦可透過多元化電子支付系統（e度嘟）繳付車資，包括使用非接觸式VISA卡、JCB卡、萬事達卡、銀聯卡、美國運通、大來國際、Discover Card、Apple Pay、Google Pay、Samsung Pay、AlipayHK「易乘碼」、支付寶、WeChatHK／微信支付「搭車碼」、銀聯雲閃付「乘車碼」及BOC Pay「乘車碼」。乘客使用此付款方式，使用此支付方式的乘客可享有中途下車之分段收費，以及與其他九巴／龍運獨營路線或聯營線九巴／龍運班次之轉乘優惠，惟不適用於與非九巴／龍運路線之轉乘優惠，亦不能享有「公共交通費用補貼計劃」及「長者及合資格殘疾人士公共交通票價優惠計劃」。 |

### 八達通轉乘優惠
乘客登上本線後150分鐘內以同一張八達通卡轉乘以下路線，或登上以下路線後150分鐘內以同一張八達通卡轉乘本線，次程可獲$4.2折扣優惠：
- 281往大圍站 → 46X、80、81C、85、86A、89B、286X、287X往九龍或249X往青衣
- 46X、80、81C、85、86A、89B、249X、286X或287X往沙田  → 281往新田圍

## 使用車輛
本線共獲派1輛富豪B7RLE 12米（AVC）單層巴士。另外，本線亦有來自88線的柯打，常見車型包括（但不限於）亞歷山大丹尼士Enviro 500 12米（ATE）及亞歷山大丹尼士Enviro 500 MMC 11.3米（E6M）。
| 車隊編號 | 車牌   |
| -------- | ------ |
| AVC62    | RJ1069 |

## 行車路線

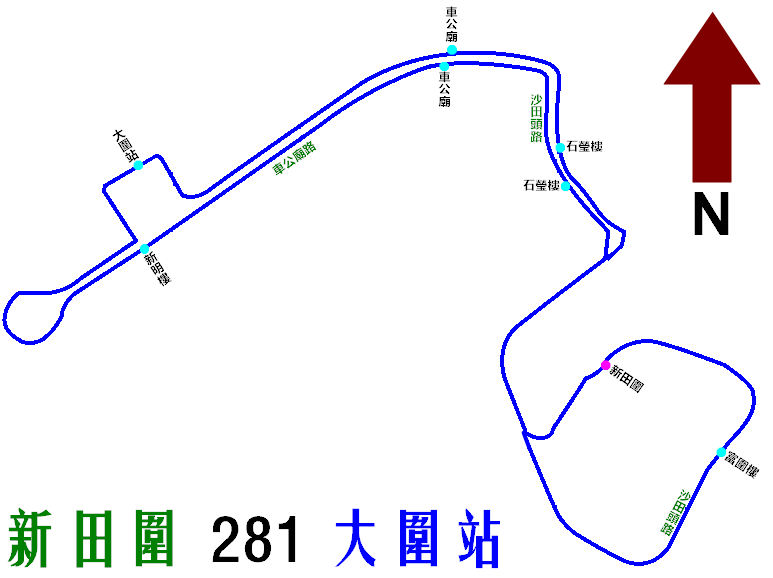
281線的走線圖

經：車公廟路、沙田頭路、新田圍邨通道、沙田頭路、車公廟路、迴旋處及車公廟路。
具體停站請參考資訊框。

## 外部連結
- 九巴281線－九龍巴士
- 香港巴士大典上的相关条目：九巴281線